# 曼努埃拉·施特尔马赫
曼努埃拉·施特尔马赫（德語：Manuela Stellmach，1970年2月22日—），德国女子游泳运动员。她曾代表东德、德国参加1988年和1992年夏季奥林匹克运动会游泳比赛，获得二枚金牌和二枚铜牌。